# Liste der Naturdenkmale in Bad Liebenwerda
Die Liste der Naturdenkmale in Bad Liebenwerda enthält alle Bäume, welche als Naturdenkmal in  der Stadt Bad Liebenwerda im Landkreis Elbe-Elster durch Rechtsverordnung geschützt sind. Naturdenkmäler sind Einzelschöpfungen der Natur, deren Erhaltung wegen ihrer hervorragenden Schönheit, Seltenheit oder Eigenart oder ihrer ökologischen, wissenschaftlichen, geschichtlichen, volks- oder heimatkundlichen Bedeutung im öffentlichen Interesse liegt. Grundlage ist die Veröffentlichung des Landkreises Elbe-Elster.

## Legende
In den Spalten befinden sich folgende Informationen:
- Nr.: Identifizierungsnummer nach veröffentlichter Liste. Sie wird von der unteren Naturschutzbehörde des Landkreises oder der kreisfreien Stadt vergeben. Wenn sie bekannt ist, wird sie angegeben. In dieser Spalte kann sich zusätzlich das Wort Wikidata befinden, der entsprechende Link führt zu Angaben zu diesem Naturdenkmal bei Wikidata.
- Bezeichnung: Benennung des Naturdenkmals, in der Regel wird bei Bäume die Baumart genannt. Bekannte Eigennamen werden mit angegeben.
- Gemarkung: Ort oder Gemarkung, in der sich das Naturdenkmal befindet
- Lage: Nennt die Lage des Naturdenkmals im jeweiligen Ortsteil und die geografischen Koordinaten des Naturdenkmals. Link zu einem Kartenansichtstool, um Koordinaten zu setzen. In der Kartenansicht sind Naturdenkmale ohne Koordinaten mit einem roten beziehungsweise orangen Marker dargestellt und können in der Karte gesetzt werden. Denkmale ohne Bild sind mit einem blauen bzw. roten Marker gekennzeichnet, Denkmale mit Bild mit einem grünen beziehungsweise orangen Marker.
- Beschreibung: die Beschreibung des Naturdenkmales
- Schutzzweck: Erläutert den Grund der Unterschutzstellung
- Bild: Zeigt ein Bild des Naturdenkmales und gegebenenfalls ein Link zu weiteren Fotos im Medienarchiv Wikimedia Commons

## Liste
| Bild                                    | Bezeichnung                     | Lage | Beschreibung                                          | Schutzzweck                                                               | Nummer  |
| --------------------------------------- | ------------------------------- | --- | ----------------------------------------------------- | ------------------------------------------------------------------------- | ------- |
| Weitere Bilder Fotos hochladen          | Winterlinde                     | Dobra, südöstlich der Kirche; Flur 3, Flurstück 649 (51° 30′ 53,2″ N, 13° 26′ 46,4″ O)                                           |                                                       | landeskundlich, Eigenart, Schönheit                                       | 124     |
| BW                                      | Stieleiche                      | Kröbeln, Liebenwerdaer Straße; Flur 7, Flurstück 311 (51° 26′ 39,9″ N, 13° 22′ 9,3″ O)                                           |                                                       | landeskundlich, Eigenart, Schönheit                                       | 125     |
| BW                                      | Stieleiche                      | Kosilenzien, Ziehgramgebiet; Flur 4, Flurstück 557 (51° 26′ 43,5″ N, 13° 20′ 33,6″ O)                                            |                                                       | wissenschaftlich, naturgeschichtlich, Eigenart, Schönheit                 | 126     |
| Weitere Bilder Fotos hochladen          | Stieleiche                      | Lausitz, auf dem Dorfplatz; Flur 4, Flurstück 482 (51° 30′ 42,3″ N, 13° 20′ 47,1″ O)                                             |                                                       | Eigenart, Schönheit                                                       | 127     |
| BW                                      | Sommerlinde                     | Maasdorf, Dorfstraße 36; Flur 2, Flurstück 1406 (51° 32′ 14,6″ N, 13° 24′ 55,4″ O)                                               |                                                       | Eigenart, Schönheit                                                       | 128     |
| BW                                      | Rosskastanie                    | Theisa, Liebenwerdaer Straße; Flur 4, Flurstück 420 (51° 32′ 30,4″ N, 13° 28′ 27,3″ O)                                           |                                                       | landeskundlich, Eigenart, Schönheit                                       | 129     |
| BW                                      | Rosskastanie                    | Theisa, Liebenwerdaer Straße; Flur 4, Flurstück 19 (51° 32′ 30,8″ N, 13° 28′ 27,8″ O)                                            |                                                       | landeskundlich, Eigenart, Schönheit                                       | 131     |
| Direkt Bild zu diesem Denkmal hochladen | Stieleiche                      | Bad Liebenwerda, Dresdener Straße 24; Flur 4, Flurstück 2815 ()                                                                  | Hinweis: Das Flurstück entspricht Dresdner Straße 21. | naturgeschichtliche, landeskundlich, Eigenart, Schönheit                  | 132     |
| Direkt Bild zu diesem Denkmal hochladen | Stieleiche                      | Bad Liebenwerda, Dresdener Straße 24; Flur 4, Flurstück 2815 ()                                                                  | Hinweis: Das Flurstück entspricht Dresdner Straße 21. | naturgeschichtliche, landeskundlich, Eigenart, Schönheit                  | 133     |
| Direkt Bild zu diesem Denkmal hochladen | Stieleiche                      | Bad Liebenwerda, Dresdener Straße 24; Flur 4, Flurstück 2815 ()                                                                  | Hinweis: Das Flurstück entspricht Dresdner Straße 21. | wissenschaftlich, naturgeschichtlich, landeskundlich, Eigenart Schönheit  | 134     |
| Direkt Bild zu diesem Denkmal hochladen | Stieleiche                      | Bad Liebenwerda, Dresdener Straße 24; Flur 4, Flurstück 2815 ()                                                                  | Hinweis: Das Flurstück entspricht Dresdner Straße 21. | naturgeschichtliche, landeskundlich, Eigenart, Schönheit                  | 135     |
| BW                                      | Blutbuche                       | Bad Liebenwerda, Friedhof; Flur 4, Flurstück 1287/595 (51° 31′ 5,5″ N, 13° 23′ 9,1″ O)                                           |                                                       | Seltenheit, Eigenart, Schönheit                                           | 138     |
| Direkt Bild zu diesem Denkmal hochladen | Stieleiche                      | Bad Liebenwerda, Friedhof; Flur 4, Flurstück 589/1 ()                                                                            |                                                       | naturgeschichtlich, Eigenart, Schönheit                                   | 140     |
| Direkt Bild zu diesem Denkmal hochladen | Stieleiche                      | Bad Liebenwerda, Friedhof; Flur 4, Flurstück 589/1 ()                                                                            |                                                       | naturgeschichtlich, Eigenart, Schönheit                                   | 142     |
| Direkt Bild zu diesem Denkmal hochladen | Stieleiche                      | Bad Liebenwerda, Friedhof; Flur 4, Flurstück 589/1 ()                                                                            |                                                       | naturgeschichtlich, Eigenart, Schönheit                                   | 143     |
| BW                                      | Stieleichen-Schwarzerlen-Gruppe | Prieschka, an der Großen Röder; Flur 3, Flurstück 702 (51° 28′ 48,4″ N, 13° 25′ 59,6″ O)                                         |                                                       | naturgeschichtlich, Eigenart, Schönheit                                   | 144     |
| BW                                      | Stieleiche                      | Bad Liebenwerda, zwischen Bahn und Dresdener Straße; Flur 22, Flurstück 241 (51° 30′ 55,1″ N, 13° 24′ 22,6″ O)                   |                                                       | wissenschaftlich, naturgeschichtlich, Eigenart, Schönheit                 | 145     |
| BW                                      | Stieleiche                      | Bad Liebenwerda, an der Elsterbrücke; Flur 22, Flurstück 316 (51° 30′ 55″ N, 13° 24′ 21,5″ O)                                    |                                                       | wissenschaftlich, naturgeschichtlich, Eigenart, Schönheit                 | 146     |
| BW                                      | Stieleiche                      | Bad Liebenwerda, hinter der Wäscherei; Flur 22, Flurstück 77 (51° 30′ 50,5″ N, 13° 24′ 3,7″ O)                                   |                                                       | wissenschaftlich, naturgeschichtlich, Eigenart, Schönheit                 | 147     |
| BW                                      | Stieleiche                      | Theisa, Liebenwerdaer Straße 22; Flur 4, Flurstück 20/5 (51° 32′ 28,8″ N, 13° 28′ 17,3″ O)                                       |                                                       | naturgeschichtlich, Eigenart, Schönheit                                   | 148     |
| Direkt Bild zu diesem Denkmal hochladen | Sommerlinde                     | Bad Liebenwerda, vor der Musikschule; Flur 19, Flurstück 40 ()                                                                   |                                                       | Eigenart, Schönheit                                                       | 149     |
| Fotos hochladen                         | Winterlinde                     | Bad Liebenwerda, an der Kirche; Flur 19, Flurstück 40 (51° 30′ 56,3″ N, 13° 23′ 34,9″ O)                                         |                                                       | Eigenart, Schönheit                                                       | 150     |
| Direkt Bild zu diesem Denkmal hochladen | Sommerlinde                     | Bad Liebenwerda, vor der Musikschule; Flur 19, Flurstück 40 ()                                                                   |                                                       | Eigenart, Schönheit                                                       | 151     |
| Fotos hochladen                         | Rosskastanie                    | Bad Liebenwerda, Marktplatz; Flur 19, Flurstück 40 (vorn links am Marktbrunnen) (51° 30′ 57,4″ N, 13° 23′ 34,4″ O)               |                                                       | landeskundlich, Eigenart, Schönheit                                       | 152     |
| Fotos hochladen                         | Rosskastanie                    | Bad Liebenwerda, Marktplatz; Flur 19, Flurstück 4040 (vorn rechts am Marktbrunnen) (51° 30′ 57,1″ N, 13° 23′ 34,5″ O)            |                                                       | landeskundlich, Eigenart, Schönheit                                       | 153     |
| Direkt Bild zu diesem Denkmal hochladen | Rosskastanie                    | Bad Liebenwerda, Marktplatz; Flur 19, Flurstück 40 ()                                                                            |                                                       | landeskundlich, Eigenart, Schönheit                                       | 154     |
| Direkt Bild zu diesem Denkmal hochladen | Rosskastanie                    | Bad Liebenwerda, Marktplatz; Flur 19, Flurstück 40 ()                                                                            |                                                       | landeskundlich, Eigenart, Schönheit                                       | 155     |
| BW                                      | Stieleiche                      | Bad Liebenwerda, Echtermeyerbrücke; Flur 17, Flurstück 1 (51° 30′ 43,7″ N, 13° 24′ 16,7″ O)                                      |                                                       | Eigenart, Schönheit                                                       | 156     |
| BW                                      | Stieleiche                      | Bad Liebenwerda, Echtermeyerbrücke; Flur 17, Flurstück 1 (51° 30′ 44,1″ N, 13° 24′ 16,3″ O)                                      |                                                       | Eigenart, Schönheit                                                       | 157     |
| BW                                      | Rotbuche                        | Bad Liebenwerda, Hainsche Straße; Flur 4, Flurstück 2808 (51° 30′ 49,8″ N, 13° 23′ 53,2″ O)                                      |                                                       | Seltenheit, Eigenart, Schönheit                                           | 158     |
| Direkt Bild zu diesem Denkmal hochladen | Kiefer                          | Bad Liebenwerda, Wäldchen; Flur 4, Flurstück 2620 ()                                                                             | landeskundlich, Eigenart, Schönheit                   |                                                                           | 159     |
| Weitere Bilder Fotos hochladen          | Stieleiche (Steineiche)         | Bad Liebenwerda, Wäldchen; Flur 4, Flurstück 2620 (51° 30′ 54,1″ N, 13° 24′ 13,7″ O)                                             |                                                       | wissenschaftlich, naturgeschichtlich, landeskundlich, Eigenart, Schönheit | 160     |
| BW                                      | Stieleiche                      | Bad Liebenwerda, Dresdener Straße, an der Elsterbrücke vor Kulturhaus; Flur 22, Flurstück 317 (51° 30′ 53,3″ N, 13° 24′ 20,5″ O) |                                                       | Eigenart, Schönheit                                                       | 161     |
| Weitere Bilder Fotos hochladen          | Rotbuche                        | Bad Liebenwerda, Burgplatz; Flur 4, Flurstück 2494 (51° 30′ 56,8″ N, 13° 23′ 56,3″ O)                                            |                                                       | Seltenheit, Eigenart, Schönheit                                           | 162     |
| BW                                      | Flatterulme                     | Kosilenzien, auf einer Weidefläche beim Burgwall; Flur 8, Flurstück 59 (51° 27′ 22,9″ N, 13° 21′ 38,1″ O)                        |                                                       | naturgeschichtlich, Seltenheit, Eigenart, Schönheit                       | 163     |
| BW                                      | Stieleiche                      | Kröbeln, auf einer Weidefläche bei Kosilenzien; Flur 3, Flurstück 211 (51° 26′ 56,4″ N, 13° 21′ 27,3″ O)                         |                                                       | naturgeschichtlich, Eigenart, Schönheit                                   | 164     |
| Direkt Bild zu diesem Denkmal hochladen | Bruchweide                      | Kröbeln, am Graben in der Nähe des Burgwalles; Flur 3, Flurstück 483 ()                                                          |                                                       | naturgeschichtlich, Eigenart, Schönheit                                   | 165     |
| BW                                      | drei Bruchweiden                | Kosilenzien, auf einer Weidefläche; Flur 8, Flurstück 152, 223 (51° 27′ 13,6″ N, 13° 21′ 20,7″ O)                                |                                                       | naturgeschichtlich, Eigenart, Schönheit                                   | 166     |
| BW                                      | zwei Bruchweiden                | Kröbeln, auf einer Weidefläche; Flur 3, Flurstück 255 (51° 27′ 4,7″ N, 13° 21′ 37,9″ O)                                          |                                                       | naturgeschichtlich, Eigenart, Schönheit                                   | 167     |
| BW                                      | zwei Weiden und eine Stieleiche | Kosilenzien, auf einer Weidefläche; Flur 5, Flurstück 92, 93 und 94 (51° 27′ 9,6″ N, 13° 20′ 49,6″ O)                            |                                                       | naturgeschichtlich, Eigenart, Schönheit                                   | 168     |
| BW                                      | Bruchweide                      | Kosilenzien, auf einer Weidefläche; Flur 8, Flurstück 57 (51° 27′ 19,3″ N, 13° 21′ 29,6″ O)                                      |                                                       | naturgeschichtlich, Eigenart, Schönheit                                   | 169     |
| Weitere Bilder Fotos hochladen          | Winterlindenallee               | Bad Liebenwerda, auf dem rechten Deich der Schwarzen Elster; Flur 4, 22, Flurstück 2668, 316 (51° 31′ 2,8″ N, 13° 24′ 3,5″ O)    |                                                       | landeskundlich, Eigenart, Schönheit                                       | 294–435 |
| BW                                      | Eiben-Gruppe                    | Bad Liebenwerda, Dresdener Straße 21; Flur 4, Flurstück 2815 (51° 30′ 59,2″ N, 13° 24′ 0,6″ O)                                   |                                                       | Seltenheit, Eigenart, Schönheit                                           | 87      |
| BW                                      | Roteiche                        | Thalberg, vor Hauptstraße 23; Flur 2, Flurstück 66 (51° 32′ 26,3″ N, 13° 27′ 9,6″ O)                                             |                                                       | landeskundlich, Eigenart, Schönheit                                       | 266     |